# Górna Wola
Górna Wola [pronunciación en polaco: /ˈɡurna ˈvɔla/] es un pueblo en el distrito administrativo de Gmina Szadek, dentro del Distrito de Zduńska Wola, Voivodato de Łódź, en Polonia central. Se encuentra aproximadamente 6 kilómetros al este de Szadek, 15 kilómetros al noreste de Zduńska Wola, y 30 kilómetros al oeste de la capital regional, Łódź.